# الأرك
الأَرَك هو مكان في إسبانيا في قشتالة الجديدة ، بالقرب من قلعة رباح حدثت فيه معركة الأرك عند قلعة الأرك حيث هُزم ألفونسو الثامن ملك قشتالة عام 1195 على يد الخليفة الموحد أبو يوسف يعقوب المنصور.